# Juscelino Kubitschek
Juscelino Kubitschek de Oliveira (ofta kallad JK), född 12 september 1902 i Diamantina, död 22 augusti 1976 i Rio de Janeiro, var en brasiliansk politiker (socialdemokrat, Partido Social Democrático) och Brasiliens president från 1956 till 1961. Hans regering kännetecknades av politisk stabilitet och ekonomiskt välstånd, och han är mest känd för att ha initierat byggandet av den nya huvudstaden Brasília.
Efter statskuppen i Brasilien 1964 upphävdes Kubitscheks politiska rättigheter av den nya militärdiktaturen. Han gick då i exil och bodde bland annat i Lissabon, Paris och USA. 1967 återvände Kubitschek till Brasilien, men dog i en bilolycka utanför staden Resende 1976. 350 000 personer var närvarande vid hans begravning. 
Vissa, bland annat Rio de Janeiros f.d. borgmästare Leonel Brizola, menar att Kubitschek inte alls dog i en bilolycka utan att han och expresidenten João Goulart, som sades ha dött av en hjärtinfarkt, faktiskt mördades av den brasilianska underrättelsetjänsten SNI och amerikanska CIA, som en del av Operation Condor.